# Ostfotografinnen
Ostfotografinnen (internationaler Titel Just an ordinary Life) ist ein deutscher Dokumentarfilm von Pamela Meyer-Arndt aus dem Jahr 2006 über die drei ostdeutschen Fotografinnen Sibylle Bergemann, Gundula Schulze Eldowy und Helga Paris. Der Film feierte am 10. November 2006 anlässlich der Ausstellung „SIBYLLE BERGEMANN Photographien“ in der Akademie der Künste Berlin Premiere. Ostfotografinnen wurde im TV im MDR, WDR und auf 3sat ausgestrahlt und in Museen, z. B. Berlinische Galerie, deutscher Bundestag und im Rahmen von Ausstellungen des Goethe-Instituts im Ausland und Vorführungen von German Films gezeigt.

## Inhalt
Bis in die späten 70er Jahre waren die Veröffentlichungsmöglichkeit von freien fotografischen Arbeiten in der DDR äußerst beschränkt. Es wurde eine Bildsprache erwartet, die dem idealisierten sozialistischen Menschenbild der DDR-Propaganda entsprach. Doch die kritischen Fotos blieben meist unveröffentlicht. Fast jeder in eigenem Auftrag arbeitende Fotograf in der DDR hatte ganze Fotoarbeiten und Buchprojekte in den Schubladen schlummern in der Gewissheit, dass diese wohl niemals öffentlich gezeigt werden würden.
In einer poetischen Zeitreise offenbart Ostfotografinnen wie sich das Leben in der ehemaligen DDR anfühlte. Porträtiert werden die Fotografinnen Sibylle Bergemann, Helga Paris und Gundula Schulze Eldowy. Ostfotografinnen ermöglicht einen weiblichen Blick auf eine in Grau getauchte Realität. Themen des Films sind u. a. Fotografie, Zensur, Ost-Berlin, die DDR, Allerleirauh, Halle, Aktfotografie, Stasi, das Lebensgefühl der Frauen in der DDR, Marx-Engels-Forum, Arno Fischer, die Punkbewegung in der DDR und die Modezeitschrift Sibylle.

## Weiterführende Informationen
Weblinks
- Ostfotografinnen bei IMDb

Belege
1. ↑  Exhibition OSTFOTOGRAFINNEN – artist, news & exhibitions – photography-now.com. Abgerufen am 10. September 2020.
2. ↑  Unbenanntes Dokument. Abgerufen am 10. September 2020.
3. ↑  Ostfotografinnen. In: Lexikon des internationalen Films. Filmdienst, abgerufen am 10. September 2020.
4. ↑  Deutscher Bundestag – Das Filmprogramm zur Ausstellung. Abgerufen am 10. September 2020.
5. ↑  Sibylle Bergemann. Photographien. Abgerufen am 10. September 2020.